# アポロ1号
アポロ1号は、アメリカ合衆国のアポロ計画において、1967年2月21日の発射を目指して準備が進められていた最初の有人宇宙飛行計画である。AS-204（アポロ-サターン204）の指定番号が与えられている。同年1月27日、ケープ・カナベラル空軍基地34番発射台上で発射予行演習を行っていた際に発生した火災により、船長ガス・グリソム (Virgil I. "Gus" Grissom)、副操縦士エドワード・ホワイト (Edward H. White)、飛行士ロジャー・チャフィー (Roger B. Chaffee) の3名が犠牲となり、司令船も焼失した。アポロ1号の名は当初は乗員達によって任意に称されていたが、1967年4月24日、NASAはこの事故を記憶に留めるため、正式にこれを計画の番号とした。
火災発生直後、NASAは原因究明のために「アポロ204事故調査委員会」を招集した。出火の直接の原因は究明されることはなかったが、飛行士の生命を奪った要因は、初期型アポロ司令船の設計および構造における広範囲な致命的な欠陥に起因するものであるとされた。これらの問題が修正されるまで、アメリカの有人宇宙飛行計画は20か月間中止された。
この計画で使用される予定であったサターンIB型ロケット (SA-204) は、後に月着陸船の最初の無人飛行実験であるアポロ5号に流用された。アポロ計画における最初の有人飛行は、1968年10月に発射されたアポロ7号で、1号予備搭乗員であった飛行士達によって達成された。

## 飛行士

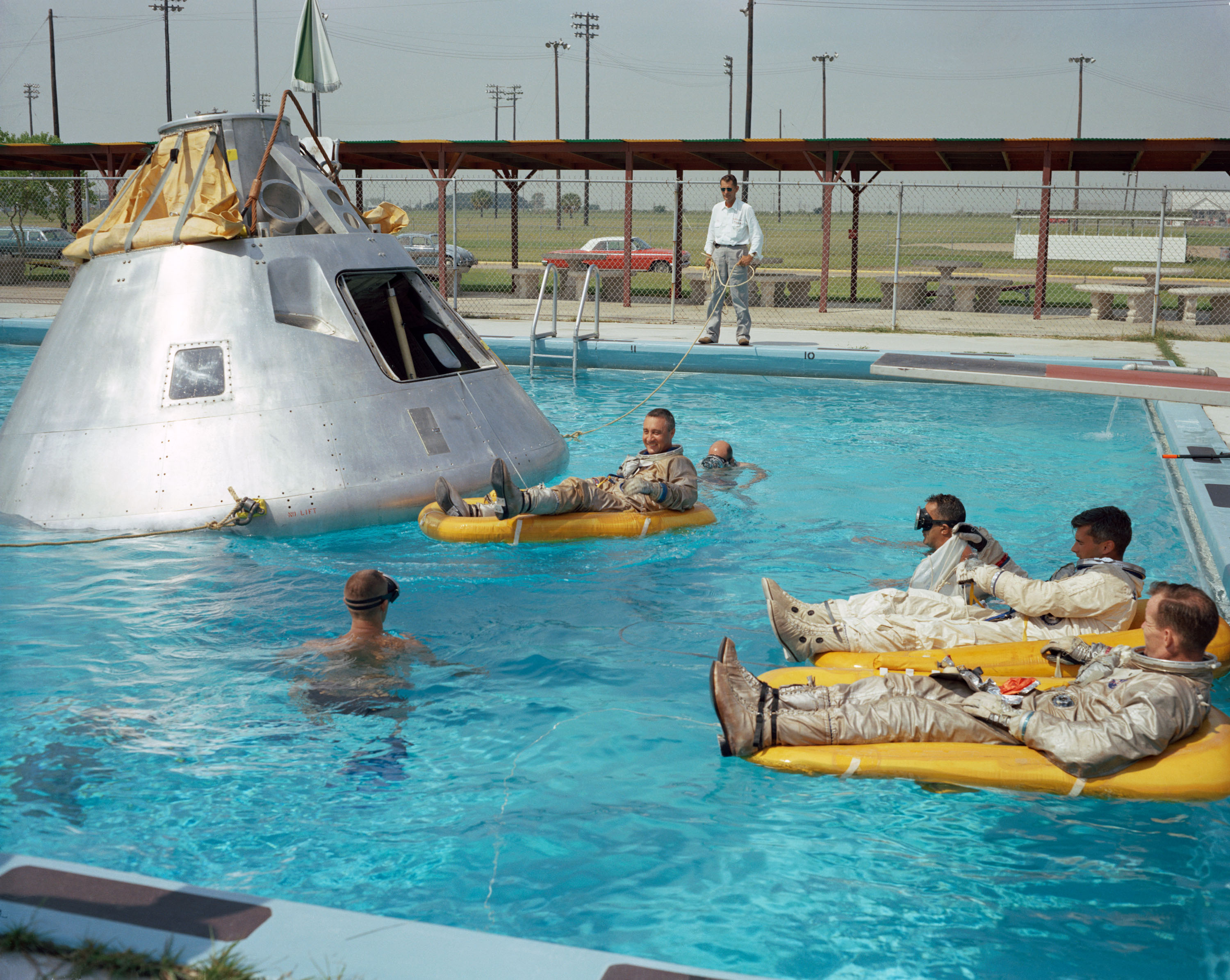
水中脱出訓練に参加する乗員たち。1966年6月

| 地位     | 飛行士                                       |
| -------- | -------------------------------------------- |
| 船長     | ガス・グリソム（Gus Grissom）                |
| 副操縦士 | エドワード・ホワイト（Edward Higgins White） |
| 飛行士   | ロジャー・チャフィー（Roger B. Chaffee）     |

### 予備搭乗員

#### 1966年4月 - 12月
| 地位     | 飛行士                                          |
| -------- | ----------------------------------------------- |
| 船長     | ジェームズ・マクディビット（James McDivitt）    |
| 副操縦士 | デイヴィッド・スコット（David Scott）           |
| 飛行士   | ラッセル・シュウェイカート（Rusty Schweickart） |

※全員、アポロ9号の搭乗員として飛行

#### 1966年12月 - 1967年1月
| 地位     | 飛行士                                      |
| -------- | ------------------------------------------- |
| 船長     | ウォルター・シラー（Wally Schirra）         |
| 副操縦士 | ドン・エイゼル（Donn F. Eisele）            |
| 飛行士   | ウォルター・カニンガム（Walter Cunningham） |

※全員、アポロ7号搭乗員として飛行

## 計画の背景

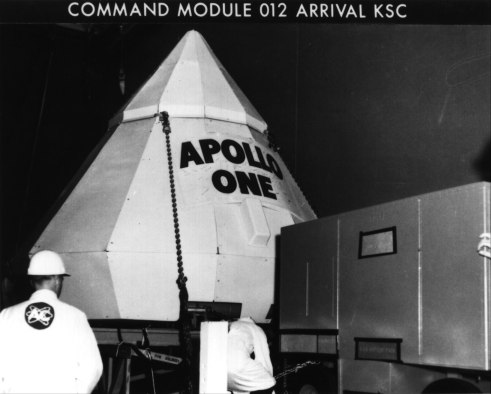
ケネディ宇宙センターに到着した、アポロ1号に搭載される司令船CM-012。1966年8月26日

AS-204はサターンIB型ロケットで地球周回軌道に打上げられ、アポロ司令船および機械船の初の有人試験飛行となるはずであった。ノースアメリカン社が製造した司令・機械船CSM-012は、月面への着陸方法で月周回ランデブー方式が採用される前に設計された、いわゆる「ブロック1」と呼ばれる初期型バージョンであるため、月着陸船とのドッキングに必要とされる装置は搭載していなかった。ブロック1の2号機は、1966年の終わりに製造がキャンセルされた。またこの後のアポロ計画のすべてで飛行したブロック2と呼ばれるバージョンは、この事故を教訓としてあらゆる点で改良が加えられた。AS-204は、地上の追跡装置や制御施設、またアポロ-サターンの発射機構など、ロケットの発射作業を試験するためのものであり、宇宙船が順調に機能すれば2週間以内で終わるものとされていた。
1966年3月21日、NASAは最初の有人飛行の搭乗員にグリソム、ホワイト、チャフィーを指名したことを発表した。また1号のバックアップ要員にはジェームズ・マクディヴィット、デヴィッド・スコット、ラッセル・シュウェイカートが、ブロック1の2号機の搭乗員にはウォルター・シラー、ドン・アイスル、ウォルター・カニンガムが任命された。
当時NASAはこの飛行で、同年11月に発射される予定の、ジェミニ計画最後の飛行であるジェミニ12号とのランデブーおよびドッキングができないかと検討していた。だが5月には、アポロ宇宙船の基本設計がいまだ実際に飛行できるレベルにまでに到達せず、またジェミニとの互換性を組み入れるための十分な時間が確保できなくなったため、この企画は実現性がなくなり、最終的に1966年末の発射の予定が1967年2月21日にまでずれ込んだことにより、計画倒れのものとなった。グリソムはもしこの決定がなされなかったら、滞在可能日数ぎりぎりの14日間まで軌道上にとどまる覚悟をしていた。

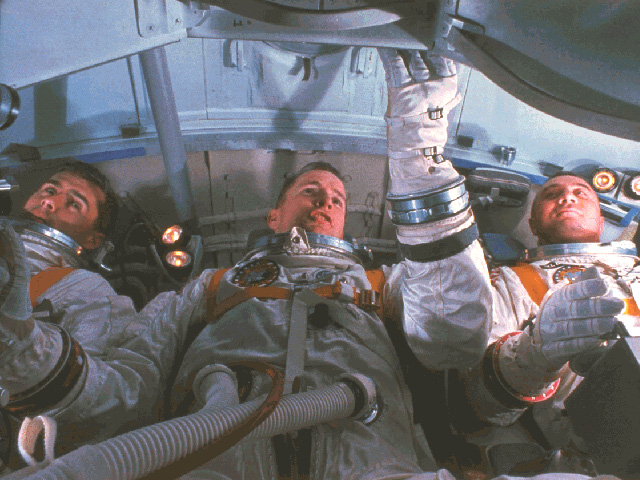
司令船のシミュレーターで訓練するチャフィー、ホワイト、グリソム。1967年1月19日。

1966年8月4日に発行された新聞の記事では、この飛行はすでに「アポロ1号」と呼ばれていた。また8月26日にケネディ宇宙センターに到着したCM-012の梱包には、ノースアメリカン社によって「APOLLO ONE」のラベルが貼られていた。
1966年10月、NASAは1号に小型のテレビカメラを搭載し、司令船から生中継の映像を送ることを発表した。このカメラは、管制センターが飛行中の船内の計器板を監視するためのものでもあった。船内カメラは、この後のすべてのアポロ計画の有人飛行で使用された。
AS-204の後には、1967年の8月と晩秋に2度の飛行が行われる予定だった。このうち2回目の有人飛行に予定されていたのは、サターンIBにブロック2の司令・機械船（AS-205）を搭載して発射するもので、無人のサターンIBで発射された月着陸船（AS-208）とのランデブーとドッキングを地球周回低軌道で行うものであった。1966年12月、ブロック1の2号機は不必要であるとしてキャンセルされたため、シラー、アイスル、カニンガムの3飛行士はアポロ1号の予備搭乗員に再配置された。マクディヴィット、スコット、シュウェイカートの3名はブロック2司令・機械船および月着陸船の飛行計画の主搭乗員に昇格し、AS-204の事故が発生した後は司令船CM-101号機でトレーニングを開始した。3度目の有人飛行では、フランク・ボーマン、マイケル・コリンズ、ウィリアム・アンダースの3飛行士を搭乗させ、司令船・機械船・月着陸船のすべてのアポロ宇宙船をサターンV型ロケットで地球周回楕円軌道に打ちあげることが予定されていた（AS-503）。

### 計画の徽章
1966年6月、グリソムらは「アポロ1号」の名を冠した計画の徽章をデザインする許可を得た。徽章の中心には、発射地点のフロリダを含むアメリカ南東部を背景にして飛行する司令船と機械船が描かれている。また遠くには月が見えていて、計画の最終的な目標を象徴している。絵を取り囲む金縁の中には計画名と飛行士名が記され、さらにその周囲は星条旗をあしらった縁で囲まれている。徽章は飛行士たち自身がデザインし、ノース・アメリカンの社員アレン・スティーブンスが作成した

。

### 諸問題

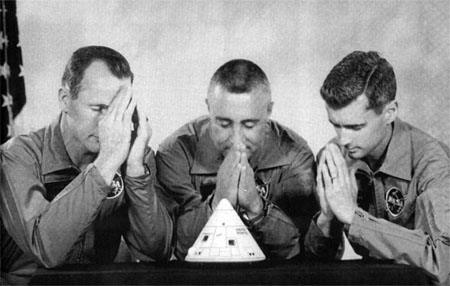
飛行士たちのアポロ宇宙船の火災その他の問題に対する懸念を表すため、アポロ宇宙船計画室（ASPO）のジョセフ・シー局長に送られた写真。1966年8月19日。

アポロ司令・機械船は、それ以前に設計されたどの宇宙船よりも大きく、またはるかに複雑なものであった。1963年10月、ジョセフ・シー（Joseph F. Shea）がアポロ宇宙船計画室室長に任命された。同室は司令・機械船と月着陸船双方の設計および製造を担当する。1966年8月28日に司令・機械船CM-012がケネディ宇宙センターに搬送されてきたとき、そこには予定されていた技術的な変更のうち113箇所が手つかずのままであることがわかり、さらに搬送された後にも623箇所の変更が加えられた。グリソムは、本物の宇宙船の変更についていくことができないシミュレーション担当の技術者たちの無能さにフラストレーションを感じていたため、自宅の庭になっているレモンをとってきて、それをシミュレーターの上からぶら下げたことがあった。
宇宙船が搬送されてくる1週間前の1966年8月19日、シー自身も参加して宇宙船に関する検討会が開かれたが、その中で飛行士たちは、道具を船内のいろいろな場所に留めておくのに便利なようにと技術者たちが取りつけた、ナイロンやベルクロなどのような大量の可燃性の物質に関する懸念を表した。シーは宇宙船には問題はないとしたが、会議の後で飛行士たちは、宇宙船の模型に向かって頭を垂れ、祈るように手を合わせている写真を撮り、以下のようなメッセージをつけてシーに送りつけた。
私たちはあなたを信用していないわけじゃありません、ジョー。でも今回ばかりは、あなたの上司に直談判することに決めました。
シーは可燃物を船内から取り除くよう、部下を通してノースアメリカンに命じたが、彼自身はこの問題を監督しなかった。

## 事故

### プラグ切り離し試験

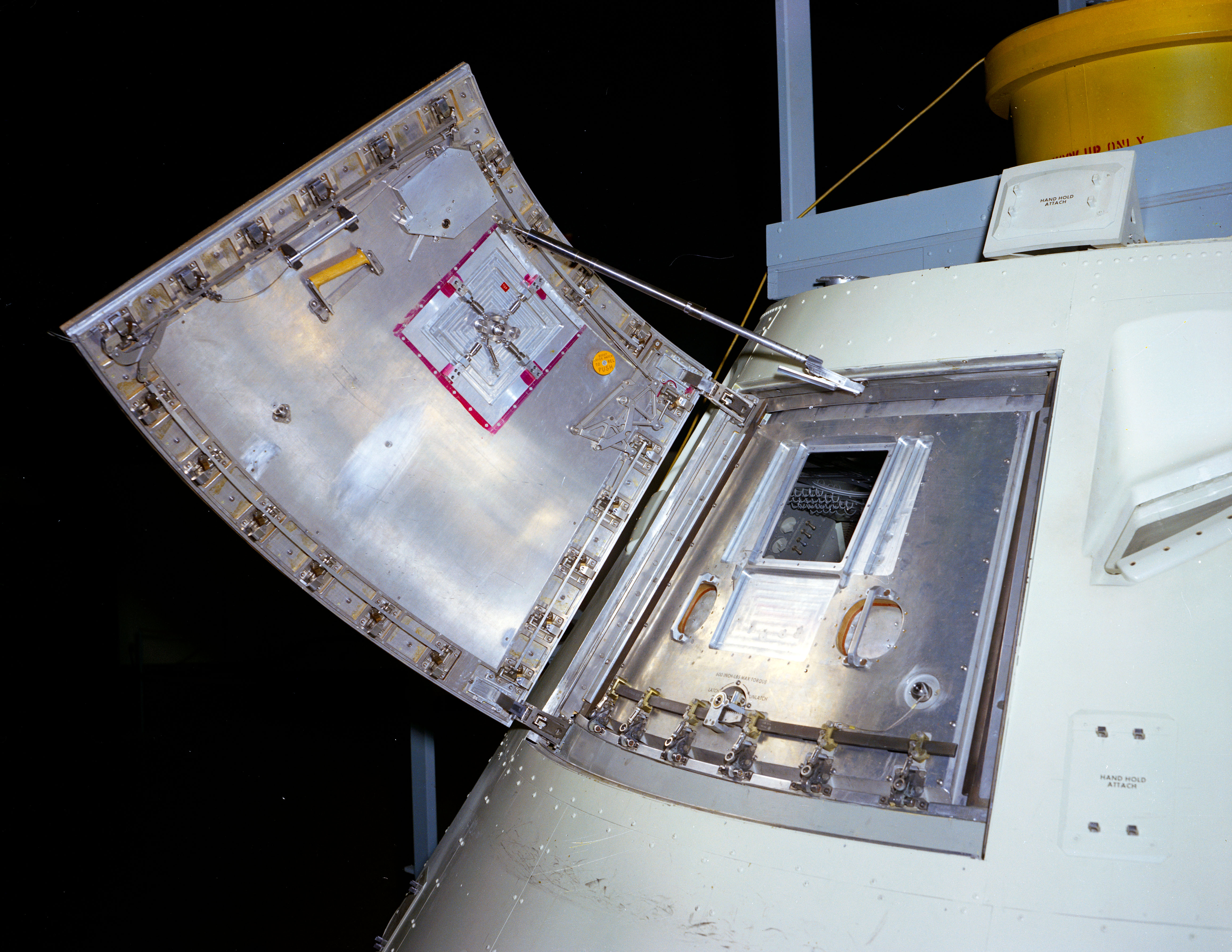
アポロ1号のハッチは外層と内層の2つで構成されている。内層は内側に開くため、船内の気圧は外気圧よりも高くなってはならない。上昇中の動圧や緊急脱出用ロケットの燃焼ガスから機体を守るための保護カバー（のハッチ）は、この写真では見ることはできない。

1967年1月27日、宇宙船につながれている電線や供給ケーブルを（あくまでもシミュレーションだが）切り離し、内部電源だけで作動できるかどうかを検査する試験が行われた。この試験の成否に、来る2月21日の発射が成功するかどうかがかかっていた。ただしこの時は、宇宙船とロケットの双方には極低温の燃料や酸化剤は搭載されておらず、また爆発ボルトは使用できない状態にされていたため、試験自体は危険なものではないと認識されていた。
午後1時（東部標準時）、3飛行士が完全に与圧宇宙服一式を着込み、グリソム、チャフィー、ホワイトの順で司令船に乗り込んだ。だが作業員がシートベルトを締め、酸素パイプや通信機器のケーブルを宇宙服につないだところ、さっそく問題が発生した。グリソムが宇宙服の中を循環している空気の中に、彼が言うところによれば「発酵したバターミルクのような」異臭を感じたのである。そこで空気のサンプルを抽出するため、午後1時20分に模擬の秒読みが中断された。この異臭の原因は結局究明することはできなかったが、午後2時42分に秒読みは再開された（後に事故調査委員会は、この異臭は事故に直接の関係はなかったと結論づけた）。
再開から3分後、ハッチの密閉作業が始まった。ブロック1のハッチは3つの部分から構成されていた。内側から1番目は取り外しができる内部ハッチで、これはハッチを開けた際に船内に残る。2番目は蝶つがいのついた外部ハッチで、宇宙船の外部を覆う熱保護シールドの一部となっている。3番目は、発射時に大気圏内を上昇する際の熱から司令船を保護するためのカバーの中に組み込まれているものである。このカバーはまた、緊急脱出用ロケットが司令船を牽引する際の燃焼ガスから司令船を保護する役目も持っている。外部カバーのハッチの下には、電源や燃料を供給するためのケーブル類が張り巡らされており、またカバー自体も柔軟性を持つ素材で作られているため、全体がわずかにゆがんでいる。そのためカバーハッチは一部が固定されていただけで、全体が正しい位置には収まってはいなかった  。ハッチが閉じられると、気密室内の空気は高圧（16.7 psi = 約 0.12 MPa）の純粋酸素に入れ替えられた。
ところがここで、さらなる問題が発生した。ひとつは警報機を誤作動させた宇宙服内の高濃度の酸素流動である。この原因は、飛行士が体を動かしたことによるものであると考えられた。宇宙船の慣性誘導装置とグリソムの「送話状態になりっぱなし」のマイクロフォンが、この動きを誤って検知したのである。3番目の大きな問題は、搭乗員、管制検査ビルディング、34番地下壕式複合管制室を結ぶマイクロフォンの、この「送話状態になりっぱなし」状態（プッシュ・ツー・トークの故障）であった。グリソムはこれについて、「この3箇所の間で会話ができなかったら、俺たちはどうやって月に行けばいいっていうんだい？」と言っていたほどであった。午後5時40分、これらの問題解決のために模擬カウントダウンは再度停止された。電力供給のシミュレーションを含むすべての秒読み作業は午後6時20分までには完了したが、6時30分の時点で、秒読みは発射10分前の状態にとどめ置かれていた。

### 出火

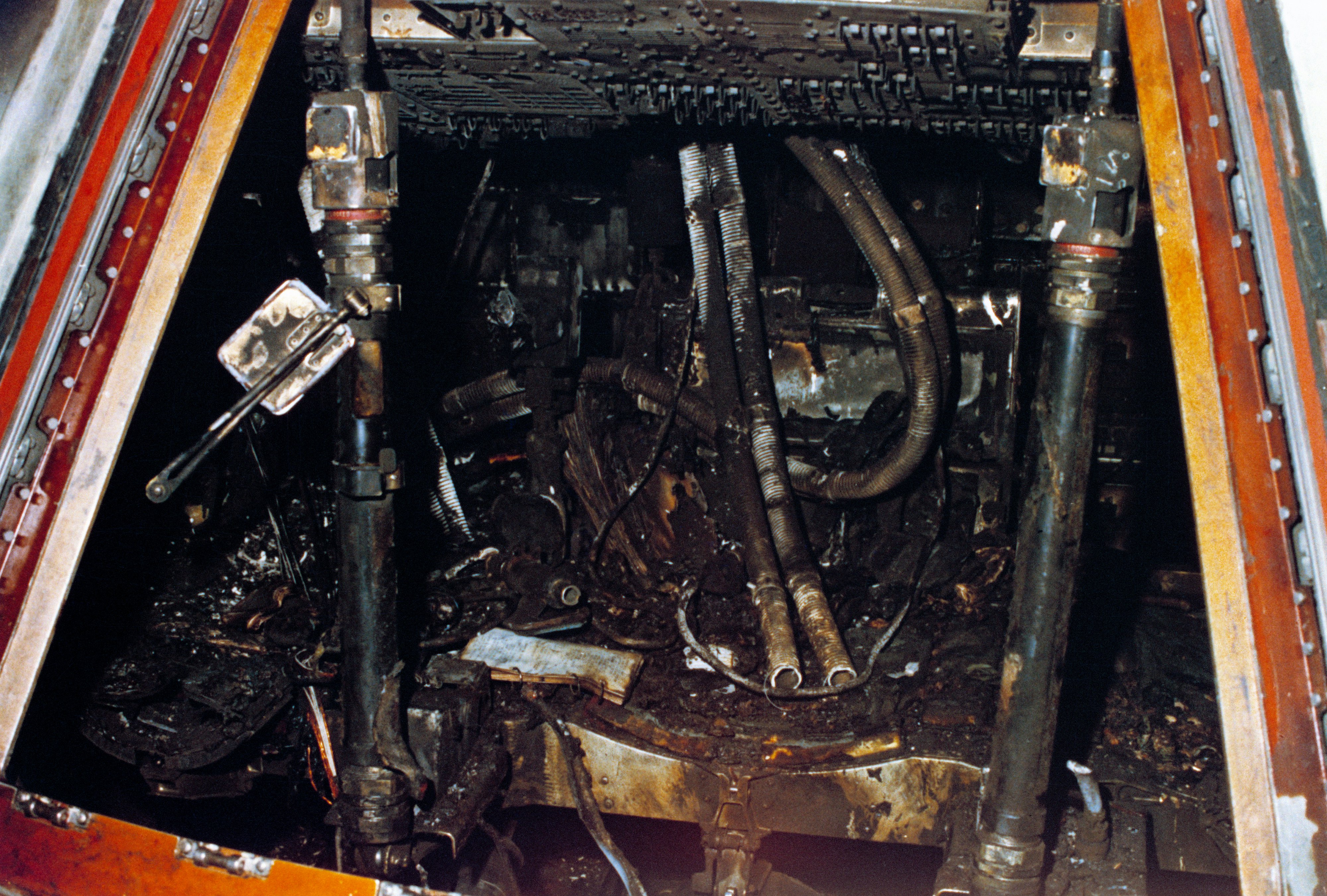
1号のキャビンの中に残る黒こげの残骸

搭乗員たちはこの待ち時間のあいだに、チェックリストの再点検を行っていた。午後6時30分54秒（23:30:54 GMT）、電圧計がほんの一瞬だけ上昇するのが記録された。10秒後、チャフィーが「おい」（Hey）と言い、そのあと何かを引きずるような音が3秒間続き、グリソムが「火が燃えはじめている」と伝えた。続いてチャフィーが「操縦室内で火災が発生している」と報告し、ホワイトがそれに応答した。12秒後、チャフィーが他の乗組員たちに司令船から脱出するよう促した。いくつかの目撃証言によると、ホワイトはテレビの画面内で火が左から右に燃え広がる中、内部ハッチ開閉用のハンドルに手を伸ばそうとしていたという。最初に火災の報告があってから17秒後の午後6時31分21秒、誰かの悲鳴が聞こえた直後にとつぜん通信が途絶えた。火災ガスにより船内の気圧は29 psi（約 0.20 MPa）まで上昇し、その後爆発が発生して船内の機器が破壊された。

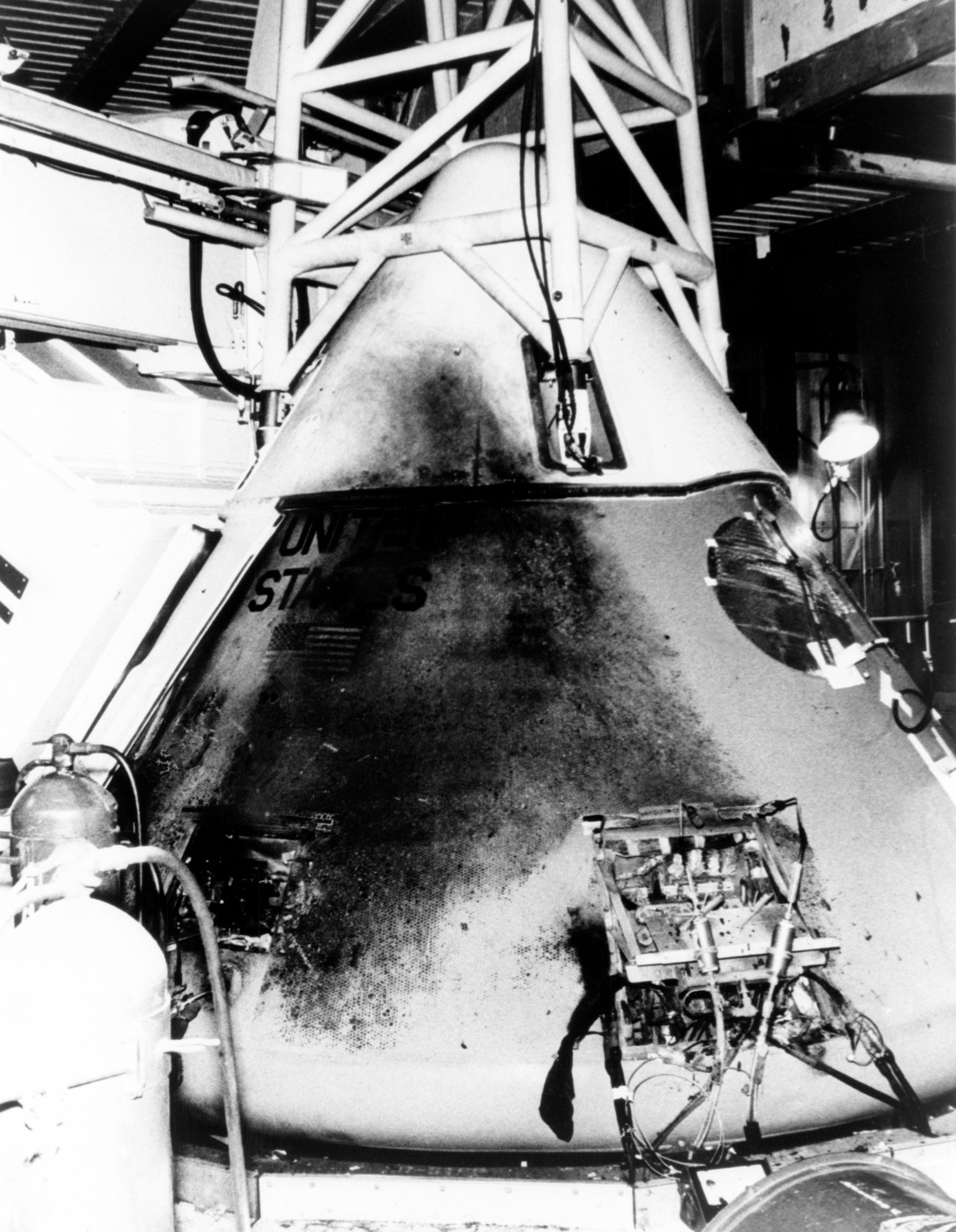
船室の壁が破壊された後、燃え上がった炎で真っ黒に焦げた司令船。

燃焼ガスと炎は、開放されていた点検窓から吹き出して整備塔の2層の足場をなめ、司令船の外壁をかけ上がった。地上の作業員のために用意されたマスクは主に有毒ガスに対処するためのもので、煙に対してはあまり役に立たなかった。そのため強い熱と濃い煙に妨げられ、救助隊員たちの救出活動は遅れた。さらに燃えさかる司令船のすぐ上には、緊急脱出用ロケットがあった。もしその固体燃料に引火すれば、一瞬で近くにいる隊員たちが命を落とすおそれがあった。3層のハッチをすべて開けるのに、5分が費やされた。だがいちばん内側のハッチは操縦室内に落とすことができなかったため、隊員たちは設計とは違う方法で、横に引っ張り開けなければならなかった。
この頃には司令船はすでに鎮火し、船内の酸素の圧力も下がっていた。計器板上のライトはまだ点灯していた。救助隊員らは濃い煙に視界を妨げられ、最初は飛行士たちの姿を確認することはできなかった。煙が薄まってきたとき、ようやく彼らは船内に遺体が横たわっているのを発見した。炎はグリソムとホワイトのナイロン製の宇宙服の一部と、宇宙服と生命維持装置をつなぐホース類を溶解させていた。船外から見て左側にある船長席のグリソムは、シートベルトを外して宇宙船の床に倒れていた。中央席のホワイトは、ハッチのすぐ目の前にいた。彼のベルトは焼き切れていた。後の検証により、ホワイトは緊急時のマニュアルに従ってハッチを開けようと試みたが、外気圧よりも船内の気圧が高かったため、内側に開く構造の内部ハッチを開けることができなかったものと断定された。いちばん右側のチャフィーは、シートベルトを締め天井を向いた姿勢のまま座席に横たわっていた。彼は緊急時にはホワイトがハッチを開けるまで外部との通信を受け持つというマニュアルに、まさに最後の瞬間まで忠実に従っていたのである。

## 余波
1966年3月17日、ジェミニ8号が軌道を周回している最中に姿勢制御用ロケットが異常噴射するという事故が発生した。これを受けてNASA副長官ロバート・シーマンズ（Robert Seamans）は1966年4月14日、飛行が失敗した際の事故調査の方針と手順を明確にする「管理司令8621.1」を作成し、実行した。これはそれまであったNASAの事故に対処する手順を修正したもので、軍の航空事故調査手順を基本にしていた。ここでは「宇宙および航空に関して我々が行ったことで発生したすべての事故に関して、原因を調査し記録して、その調査結果と勧告に対して適切で正しい行動をとるのがNASAの方針である」と明言されている。
火災発生後、シーマンズは直ちにフロイド・トンプソン（Dr. Floyd L. Thompson）を委員長とし、宇宙飛行士のフランク・ボーマン（Frank Borman）や宇宙船設計者のマキシム・ファゲット（Maxime Faget）ほか6人のメンバーで構成される「アポロ204調査委員会」を立ち上げた。将来的に起こりうる利害関係の衝突を避けるため、NASA長官ジェームズ・ウェブ（James E. Webb）はリンドン・ジョンソン（Lyndon Johnson）大統領からNASAの内部調査を行うための承認を得、議会に届け出た。ウェブが表したNASA公式記録によれば、
「…ウェブはジョンソン大統領のところにおもむき、NASAが事故調査および事故からの復旧を指揮できるよう要請した。彼は自らやNASA幹部の事故責任追及については、誠意をもって適切に対応することを誓った」
シーマンズは直ちにアポロ1号に関するすべてのソフトウェアおよびハードウェアを差し押さえ、調査委員会の管理の下に置くことを命じた。2月3日、コーネル大学教授とノース・アメリカンのアポロ計画担当主任技術者の二人のメンバーが委員会を離れ、合衆国鉱山局の教授が新たに加わった。委員会は、火災を起こしたCM-012の内部を綿密に調査した後、全く同じ構造を持つCM-014を解体し、部品の一つ一つに至るまで徹底的な検査を行うことを命じた。また犠牲となった飛行士たちの検死結果を精査し、関係者の目撃証言も集めた。シーマンズはウェブに調査の進行状況の報告書を毎週提出し、1967年4月5日に委員会は最終報告書を発表した。
委員会によれば、グリソムは全身の30%以上に第三度の熱傷を負い、彼の宇宙服はほとんど焼失していた。ホワイトは全身の半分近くに第三度の熱傷を負い、宇宙服は四分の一が焼失していた。チャフィーは全身のほぼ四分の一以上に第三度の熱傷を負い、宇宙服は一部が損傷していた。後の調査で、飛行士たちの死因は火災で発生した有毒ガスを吸い込んだことによるものであることが確認された。だがグリソムの未亡人ベティ・グリソムは後に法廷で、飛行士たちはNASAが公式発表した時間よりも長く生存していたと主張した。
CM-012に関する文書は欠落しているものが非常に多かったため、委員会は当初は事故発生時に船内に何が設置され、何が中に入っていたのかを特定することができないほどであった。

### 事故原因
委員会は事故の原因として、主に以下の1. から5. までの五つの要素を挙げ、それぞれが関連して火災を発生させ、飛行士たちの死を招いたものであるとした。

#### 1. 出火元
調査委員会は、23時30分55秒（GMT）に瞬間的に船内の電源が落ちたことを突き止めた。また内部機器の数ヶ所に電気的な火花が飛んだ痕跡があることを発見したが、そのうちのどれが出火元であるかを特定することまではできなかった。だが少なくとも、操縦室底部左側（グリソムの座席の近く）の、環境制御機器の近くであったことは間違いないだろうと結論づけた。
また委員会は、中央部座席の近くにある環境制御機器の銀盤の上に固定された銅線を覆うテフロンの皮膜が、点検扉のたび重なる開閉によってすり減り、電線がむき出しになっていたことに着目した。この欠点はまた、たびたび漏洩を起こしていたエチレングリコール水冷却器の接合部分の近くを通る電線でも見られていた。エチレングリコール溶液を銀の電極で電気分解する手法は、激しい発熱反応を引き起こす可能性がある極めて危険なもので、純粋酸素の中で行われた司令船の腐食試験では、グリコール溶液が発火したことがあった 。
1968年、マサチューセッツ工科大学（Massachusetts Institute of Technology, MIT）の物理学者のチームがケネディ宇宙センターに赴き、アポロ8号のために準備されている司令船CM-103で静電放電の試験を行った。この中で彼らは、実際の飛行に使用する時と同じナイロン製の宇宙服を被験者に着せて操縦席に座らせ、どれほどの静電気が発生するのかを検電器を用いて測定した。MITの調査によれば、被験者がシートの上で体を動かしアルミニウムの計器板に触れるたびに、出火させるのに十分な電圧を持った静電気がくり返し検出されたという。

#### 2. 船内の可燃性物質
調査委員会は、火元の近くにあった「多くの種類とレベルの可燃性物質」について言及した。NASAの乗員システム部は船室中に34平方フィート（3.2 平方メートル）ものベルクロを敷きつめ、その様子はさながらカーペットのようだった。ベルクロは、100%純粋な酸素の元では爆発性があることが発見された。また船内には、合計で70ポンド（約 31.2キログラム）にもなるその他の非金属の可燃性物質が取り入れられていた。
宇宙飛行士バズ・オルドリンは著書『地球から来た男たち』の中で、可燃性物質は8月19日に搭乗員たちとジョセフ・シーの要求に従って取り除かれたが、8月26日に司令船がケネディ宇宙センターに届けられる前には、また取り入れられてしまっていたと明らかにしている。

#### 3. 純粋酸素

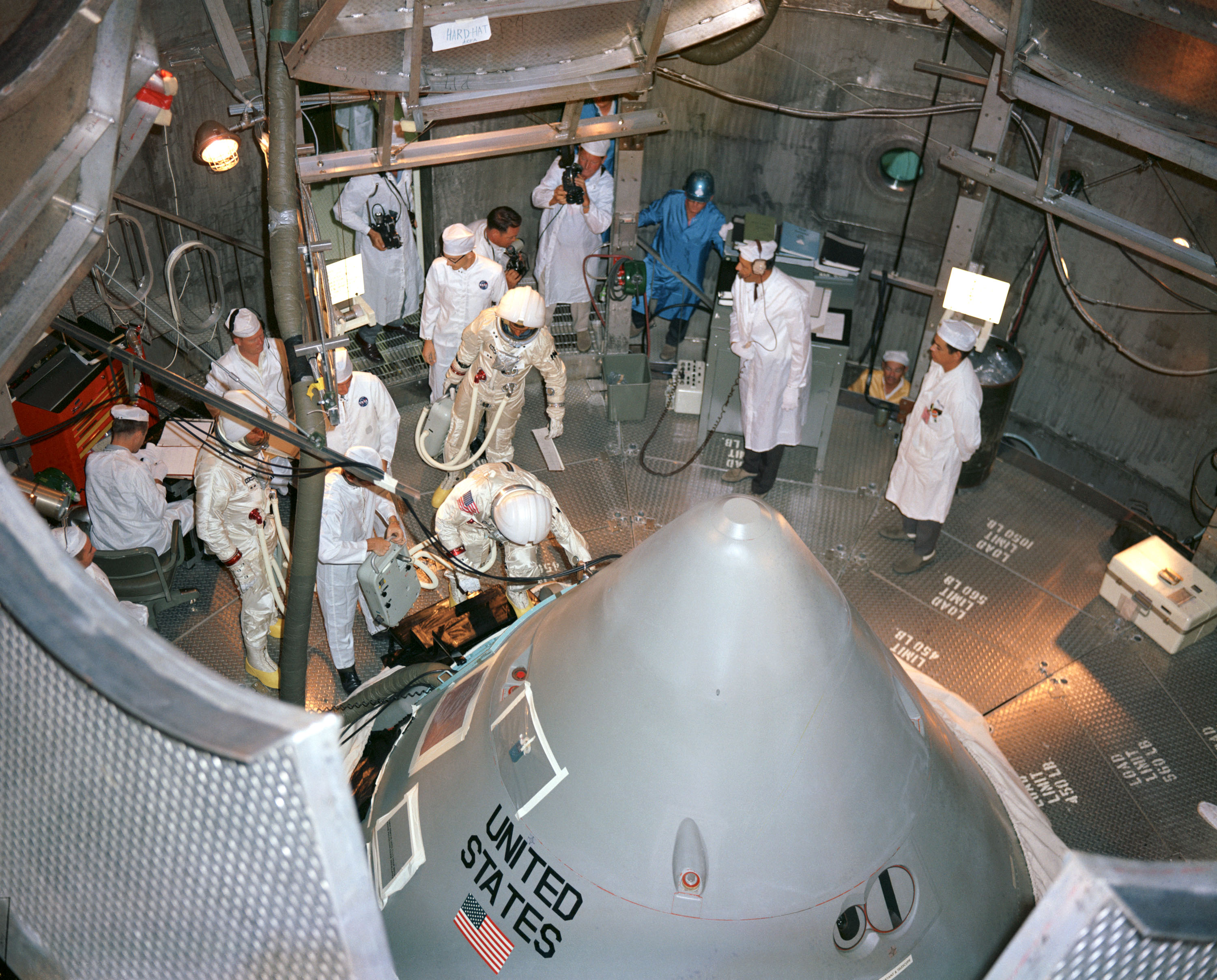
ケネディ宇宙センターの気密実験室に設置された司令船に乗り込む1号の搭乗員たち。1966年10月18日。

プラグ切り離し試験は、船内を海面レベルの大気圧より2 psi（13.8 kPa）高い、発射前に予定されている16.7 psi（115 kPa）のレベルまで純粋酸素で加圧して、発射手順の模擬実験をするために行われた。これは通常の大気における3 psi（20.7 kPa）より5倍以上も高い酸素濃度で、この環境では普通は燃えることはないと考えられる物質でも容易に発火することがある。
高濃度酸素は、マーキュリー計画やジェミニ計画のときから一貫して使用されているものであった。発射時の船内の気圧は、窒素を含む大気を純粋酸素に置きかえるために意図的に外界よりも高くされていた。発射された後は、船内気圧は飛行士が呼吸するのに十分な酸素を供給しながら火災の危険性を取り除くため、通常飛行のときの5 psi（34.5 kPa）まで下げられる。1号の搭乗員たちは、この手順は1966年の10月18日と19日に管制検査ビルディングの気密実験室に設置された司令船で経験済みであった。また予備搭乗員のシラー、アイスル、カニンガムも、12月30日に同じ訓練を行っていた。
マーキュリー宇宙船を設計した当時、NASAは発射時の火災の危険性を除くために窒素と酸素の混合気を使用することを検討したが、以下の二つの観点から排除された。一つは窒素を含んだ空気を飛行中に減圧すれば、減圧症（一般に「潜水病」とも言われる）を引き起こす明らかな危険性があったからである。他のガスを使わないで酸素のみを使用するという決定は、1960年4月21日にマクドネル・エアクラフトのテスト・パイロットG.B.ノース（G.B. North）が、気密実験室でマーキュリー宇宙船と宇宙服の与圧システムを検査していた時、意識を失い重傷を負ったことを受けて明確にされた。この事故は、酸素よりも窒素を多く含む空気が船室から宇宙服の中に入り込んだことで起こったことが明らかにされた。ノース・アメリカンはアポロ宇宙船には窒素と酸素の混合気を使用することを進言していたが、NASAはこの事故を受けてその提案を却下した。また第二の理由として、窒素は本来人間の呼吸には必要のない物質で、純粋酸素を使用すれば余分な窒素を宇宙に持って行かなくて済み、その分だけ重量を削減できるというメリットがあった。
BBCの『NASA・その偉業と悲劇』というドキュメンタリー番組の中で、マクディヴィットは「NASAは100%純粋な酸素が火災に対してどのような影響を及ぼすかということに関しては、何も考えていなかった」と証言した。他の飛行士たちも、『月の影』という番組で同様の発言をした。副長官のシーマンズは、NASAの技術上の最大の過ちは、司令船の火災実験を行わなかったことであったと述べた。

#### 4. ハッチの設計
船内の気圧は絶対値で16.7 psi（115 kPa）あり、外気圧よりも2 psi（13.8 kPa）高く、少なくともそれが排気されるまでは副操縦士はハッチを開けることはできなかった。緊急時の手順では司令船操縦士が排気孔を開けることになっていたが、この装置は火元の近くにあり、仮にそれで通常の空気が排出できたとしても、火災で発生した絶対値で少なくとも29 psi（200 kPa）もある高圧のガスを排出することは全く不可能だった。
ノース・アメリカンは、当初はマーキュリー宇宙船で使用されていたように外側に開き、緊急時には爆発ボルトで吹き飛ばせるようなハッチを使用することを進言していた。だがNASAは、グリソムが搭乗したマーキュリー・レッドストーン4号の時のように誤って開いてしまう可能性を考えたためこの提案を却下し、ブロック1では内側に開く形式を採用した。
事故発生前、飛行士たちは外側に開く形式のハッチに変更することを推奨しており、そしてこれはすでにブロック2の設計の中に組み込まれることが予定されていた。下院公聴会でのドナルド・スレイトン飛行士の証言によれば、この変更は緊急時への対処というよりも、宇宙遊泳をする際や地球に帰還したときに船外に出ることを容易にするためのものだった。

#### 5. 緊急時への備え
調査委員会は、設計者が危険を予測し対処することができていなかったことに言及した。たとえば防毒マスクのような用具はこの種の火災に対しては適さないものであったし、救助隊や医療班は待機していなかった。また宇宙船周囲の作業場所や通路には、緊急事態に対応していない階段やスライド式ドア、急カーブなど多くの障害物があった。

### 政治的影響

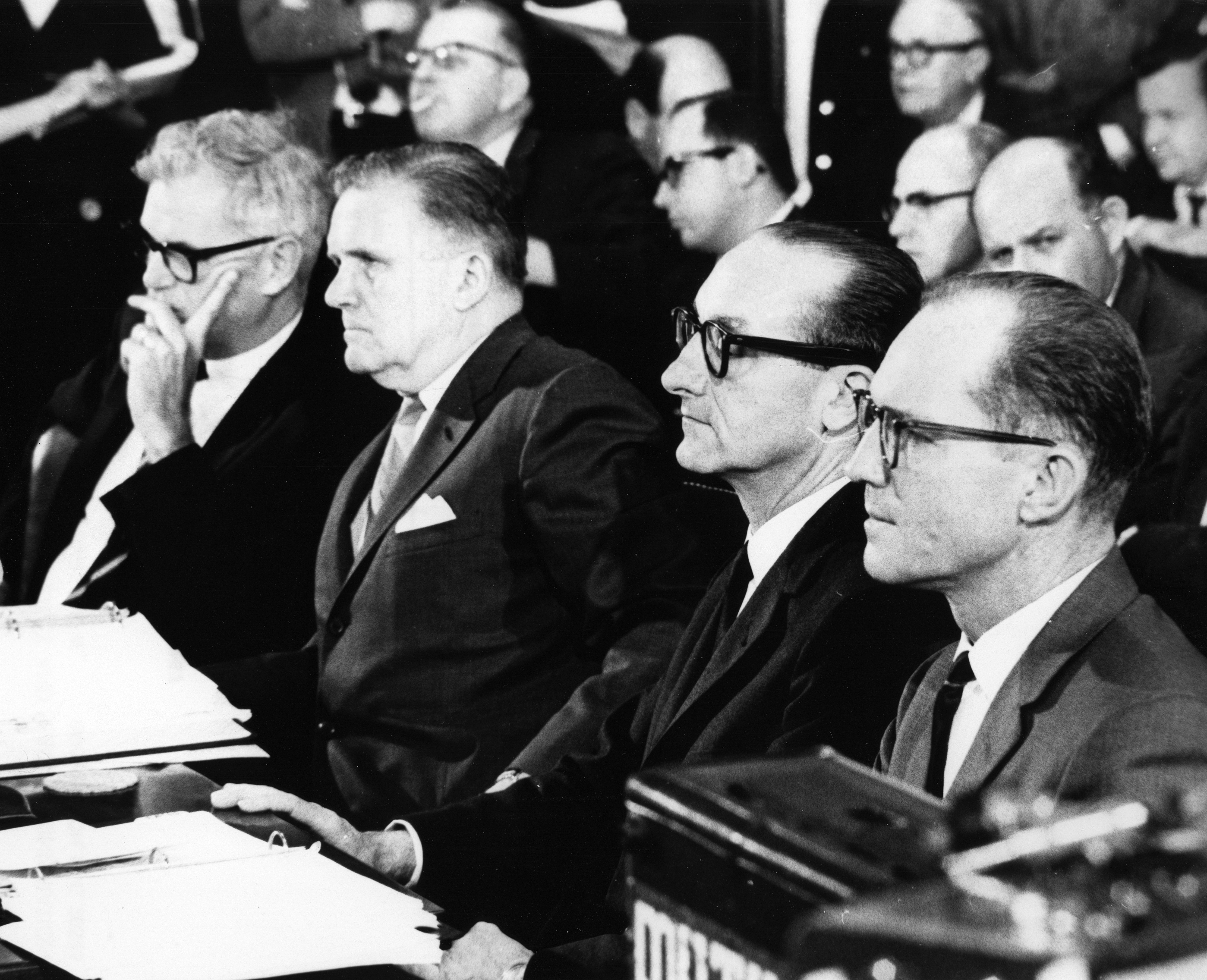
アポロ1号事故に関する上院公聴会で証言するシーマンズ、ウェブ、ミューラー、フィリップス。

上下両院は、宇宙計画監督委員会とともに直ちに独自の事故調査委員会を立ち上げた。同委には合衆国上院航空宇宙科学委員会のメンバーも含まれ、委員長はクリントン・プレスバ・アンダーソン上院議員であった。副長官シーマンズ、長官ウェブ、有人宇宙飛行監督官ジョージ・ミューラー（George E. Mueller）、そしてアポロ計画指揮官のサミュエル・フィリップス（Samuel C. Phillips）空軍少将が、聴聞のために招集された。
2月27日の公聴会で、ウォルター・モンデール（Walter F. Mondale）上院議員はウェブに対し、ノース・アメリカンがアポロ計画の契約において発生させた、異常なほどの多くの問題について書かれた報告書を読んだことがないかと尋ねた。ウェブは読んだことはないと答え、証人席にいる部下たちに次を譲った。ミューラーとフィリップスも、そのような「報告書」は知らないと答えた。
だが事故が発生する1年と少し前の1965年の暮、フィリップスはアポロ司令・機械船とサターン5型ロケットの第二段（そのどちらもが、ノース・アメリカンが元請だった）の不十分な品質、スケジュールの遅れ、経費の超過などといった諸問題の原因を調査する「タイガー・チーム」という組織を指揮していた。彼はタイガー・チームが明らかにしたことをミューラーやシーマンズに（包み隠さず）口頭で明らかにするとともに、ノース・アメリカン社長リー・アットウッド（Lee Atwood）に送るべき覚え書きを示した。ミューラーはその覚え書きに、アットウッドに対する彼自身の意見を強い口調で添付していた。モンデール議員は、この時のことを記録した「フィリップス・レポート」の存在について執拗に追及した。シーマンズは、もしかしたらモンデールは議事録のコピーのようなものを押さえているのではと恐れた。そこで彼は、請負企業というのはしばしば悲観的な見解を与えられるものだが、少なくとも自分はそのような極端な報告を受けたことはないと曖昧な答弁をくり返した。フィリップスは議会に対し、「フィリップス・レポート」なるものは論点にすべきではないと主張したが、モンデールは折れなかった。そして重大な問題を議会に対し隠蔽し、欺瞞を重ねるウェブの態度に激怒し、ノース・アメリカンを元請に指名したNASAの選択に大いに疑問を抱いた。最終的にウェブはフィリップス・レポートを議会に提出したが、後にシーマンズが記したことによれば、ウェブは公聴会からの帰りのタクシーの中で、フィリップス・レポートの存在を発覚させるような供述をしたことについてシーマンズを激しく非難したという。
委員会は最終報告書で「フィリップスのタイガー・チームが発見した諸問題は、事故に影響を与えたり事故を導いたり、また事故に関連するものではなかった」と結論づけたが、同時に「その状況については、報告されてしかるべきであった」とも述べた。新人議員のエドワード・ブルックとチャールズ・パーシーは委員会の報告書に「追加的な観点」という項を共同で記して付記し、その中で「フィリップス・レポートは議会に明らかにされるべきだった」と、やや強い口調で表明した。モンデールは彼自身の追加的観点の中で、最も強い口調で不満をあらわにした。
一方でジョンソン大統領がアポロ計画を支援していることも、この計画を頓挫させかねない政治的な脅威の多くを占めていた。彼はその当時、自身の上院議員としての経験から、ある程度の議会への影響力を保持していた。ジョンソンは発足当初からのNASAの筋金入りの支持者で、1961年に当時のジョン・F・ケネディ大統領にアポロ計画の遂行を推奨し、それがケネディの伝説の一部となるよう画策したのも彼であった。
NASAとノース・アメリカンの関係は、責任の所在を巡って険悪なものになった。ノース・アメリカンは、自社は宇宙船の空気循環システムの致命的な欠陥には責任がないと主張したが、認められなかった。最終的にウェブはアットウッドと接触し、彼と主任設計者ハリソン・ストームズ（Harrison Storms）両名の辞職を求め、アットウッドはそれを受け入れた。
一方でNASAの側では、シーは事故の余波の中で任務に適さないとして地位から退けられたが、解雇されることはなかった。

## 事故以前の火災事例
1961年3月、ソビエト連邦の宇宙飛行士ヴァレンチン・ボンダレンコ（Valentin Bondarenko）が、高濃度の酸素で満たされた気密室で発生した火災により死亡した。ソ連はこの事実を20年以上も隠蔽していたため、もしNASAがこの事故を知っていたら、アポロ1号の悲劇を防ぐことはできていなかっただろうかという憶測を生むこととなった。
1962年、テキサス州サン・アントニオのブルックス空軍基地で、ディーン・スミス（Dean Smith）空軍大佐が同僚らとともに高濃度酸素の気密室実験をしていた際、爆発事故が発生した。気密室は吹き飛んだが、スミスと同僚たちはかろうじて助かった。
海面気圧まで高められた100%純粋な酸素で火災が発生する可能性は、1967年の段階ではよく知られていたもので、1950年代から60年代にかけては多くの死亡事故が報告されていた。雑誌『航空・宇宙』の1966年版では、「奇妙なのは、最初の宇宙飛行でさらされる危険は宇宙ではなく地上にあったということだ」とし、さらにアポロ計画には安全に関する議定書といったようなものが完全に欠落していたと述べられている。1号が致命的な事故を起こす以前にこの危険性について発せられた警告としては、以下の合衆国公文書や、ヒューストンのNASAから直接出されたものがある。
- 『船内環境の選択』第二部「操縦室の火災と爆発の危険性について」（エマニュエル・M・ロス。ラブレース基金医療教育調査機関、航空および宇宙医学部。1964年 - 1966年）
- 「有人宇宙飛行および酸素気密室試験における火災の防止」（NASA研究報告書10063。1966年10月10日）

## 計画の再開
今日より以後、管制室は二つの言葉で知られることになるだろう。タフで有能であれ（Tough and Competent）だ。タフとは、自分がやったことや失敗してしまったことについて絶えず説明責任を持つということだ。自分の責任について妥協することは決してあってはならない…。有能であれとは、あらゆるものをそれが当たり前のことと思ってはならないということだ。管制室は完璧でなければならない。今日、この会議が終わって事務室に帰ったときに君たちがまず第一にしなければならないのは、この「タフで有能であれ」という言葉を黒板に書くことだ。書いたら絶対に消すな。毎日部屋に入るたびに君たちはこの言葉を目にして、グリソム、ホワイト、チャフィーの三人の貴い犠牲を思い出すことになるだろう。この言葉が管制室の仲間たちへの入場料になるのだ。—（ジーン・クランツ）、事故後に管制室で行った演説から
事故はアポロ計画に対する多くの疑問を招いたが、技術陣や幹部は計画を推し進めた。
飛行指揮官のジーン・クランツ（Gene Krantz）は事故から三日後に管制室に部下を招集し、演説を行った。その内容は、後にNASAの基本原則となった。事故発生前のアポロ計画を取り巻いていたエラーや全体的な姿勢について、彼は「我々はスケジュールを守ることに関してあまりにも熱心でありすぎたため、毎日の仕事で目にするすべての問題に対する注意が欠けていた。計画に関するあらゆる要素に問題があり、それは我々自身に関しても同じだった」と述べた。彼はスタッフに、自分たちのあまりの熱心さが逆に招いてしまった危険さと残酷な結末について思い起こさせ、管制室にいるすべてのチームのすべてのメンバーに対して「タフで有能であれ」というあらたな方針を示し、少なくともNASAのすべての計画についてそれを徹底することを求めた。36年後にスペースシャトルコロンビア号の事故が発生したとき、NASA長官（当時）シーン・オキーフ（Sean O'Keefe）はクランツの演説を引用し、そこにアポロ1号の飛行士3名とコロンビア号の搭乗員7名の名誉を称えることをつけ加えた。

### 司令船の設計変更
この事故により、アポロ計画は検証と再設計のために中断された。司令船は極めて危険なもので、不注意で誤って組み立てられていたような事例もいくつか発見された（たとえば司令船内のある装置の筐体内に本来有ってはならないソケットレンチのソケットが残ったまま接合されていた）。
残っているブロック1の司令船はサターン5型の無人の発射試験のために使用し、すべての有人飛行には改良を施されたブロック2を使用することが決定された。主な改良点は、以下のとおりである。
- 発射時の船内の空気は、海面気圧の14.7 psi（1,013 hPa）に等しい60%の酸素と40%の窒素の混合気に置きかえられた。船内の気圧はロケットが発射されて上昇する間に5 psi（345 hPa）にまで下げられ、操縦室に充填されていた空気の3分の2は船外に放出される。司令船が軌道に達すると排気口が閉じられ、宇宙空間に滞在している間、環境制御装置が気圧を5 psiに保ち続ける。また混合気を船外に放出すると同時に、船内の空気は100%純粋な酸素に置きかえられる。この作業は非常にゆっくりと行われるため、窒素レベルが0に達するまでには1日以上かかる。これによって発射時の火災に対する危険性は100%純粋な酸素よりも明らかに低くなったが、それでも海面レベルの空気の20.9%よりも3倍近い酸素を含んでいる。これは飛行士が軌道に達した後にヘルメットを脱ぐ際に、十分な酸素圧を確保するためにどうしても必要なものであった（たとえば海面レベルの20.9%の酸素を含む14.7 psiの空気では酸素圧は3.07 psiになるが、同じ酸素圧を5 psiの混合気で実現しようとすれば、酸素の量は全体の60%存在しなければならないことになる）。
- 飛行士の宇宙服の中の空気については、変更はなされなかった。上昇中に船室（および宇宙服）の気圧を急激に下げると、減圧症を引き起こす可能性があったからである。このため飛行士たちは発射の数時間前から純粋酸素を吸って、体組織から窒素を抜いておく必要があった。「潜水病」の予防は、宇宙服の中で出火する危険を取り除くことよりも重要であると考えられた。
- ジェミニ計画でも使用された、ナイロンを使用した「ブロック1スーツ」と呼ばれる宇宙服は廃止され、替わりにガラス繊維を編み上げテフロンで覆った、ベータ・クローズと呼ばれるきわめて耐熱性の強い繊維を使用した「ブロック2スーツ」が新たに採用された。
- ハッチについては、ブロック2司令船では外側に開く方式に改めることがすでに決定していた。新しいハッチは、開けるのに要する時間は10秒以下になっていた。またマーキュリー計画のときに発生したような偶発的に開いてしまう事故を防止するため、緊急時に開く際の爆発ボルトは廃止され、高圧の窒素ガスに置きかえられた。
- 船内の可燃性物質は、すべて自己消火性を持つものに取り替えられた。
- 配管や配線には、すべて断熱材が塗られた。
- 1,407箇所にもおよぶ配線の問題が修正された。

宇宙船の製造と整備については、徹底的な規約が実行された。
2009年7月、アポロ11号の月面着陸から40周年にあたるこの年、アポロ計画の宇宙飛行士チャールズ・デュークは、1号の事故調査および再設計に関する記録文書（ジャック・スワイガートと共著）をカンザス州ハッチントンにあるカンザス宇宙センターに寄贈した。この文書はデジタル化され、インターネットで誰でも閲覧できるようになっている。

### 新しい計画番号
飛行士の未亡人たちは、夫たちがやりとげることができなかった飛行のために「アポロ1号」の名称を残してほしいと願った。これを受けてNASA有人飛行副長官ジョージ・ミューラー（George E. Mueller）は1967年4月24日、AS-204をアポロ1号として記録し、「飛行を成功させることができなかった最初のアポロ=サターンの有人地上試験」とすることを公式に定めた。アポロではこれ以前にすでにAS-201、AS-202、AS-203の三回の無人飛行が行われていたため、次に予定されていた最初のサターン5型ロケットの無人発射試験（AS-501）はアポロ4号となり、これ以降の飛行はすべて発射された順に番号がふられることになった。最初の三回の飛行に対しては特に番号を指定することはなく、「アポロ2号」と「アポロ3号」は欠番となった。
サターン5型ロケットと月着陸船の開発は、もともと作業が遅れていた。遅延を取り戻すため、無人の発射実験が次々と行われた。サターン5の初の発射実験（アポロ4号）は、1967年11月9日に実施された。1号で使用されるはずだったサターンIB型ロケットは34番発射台から降ろされ、37番発射施設で補修を受けた後、1968年1月22日に月着陸船の初の無人発射試験（アポロ5号）のために使用された。サターン5の2度目の無人発射試験であるAS-502（アポロ6号）は、1968年4月4日に行われた。グリソムらの予備搭乗員だったシラー、アイスル、カニンガムは、最終的に1968年10月22日、ブロック2型アポロ宇宙船の初の有人飛行であるAS-205（アポロ7号）に搭乗した。

## 記念
グリソムとチャフィーは、アーリントン国立墓地に葬られた。ホワイトはニューヨーク州ウェストポイントの陸軍士官学校に埋葬された。彼らの名前はまた、フロリダ州メリット島のケネディ宇宙センターに建立されている、宇宙計画で犠牲になった人々の名前を刻印する「スペースミラー記念碑」にも記されている。アポロ1号の徽章は、人類初の月面着陸となったアポロ11号の飛行で、月の表面に遺された。

### 34番発射施設
34番発射台は、1号の火災の後アポロ7号の発射のために一度だけ使用され、その後取り壊された。コンクリートの土台や鉄骨などは、今も当時の場所に残されている（北緯28度31分19秒 西経80度33分41秒 / 北緯28.52182度 西経80.561258度）。土台には事故について記した二枚の碑文が埋め込まれていて、そのうちの一枚には、
34番発射施設

1967年1月27日金曜日

18時31分

アポロ1号搭乗員を記念して。

アメリカ合衆国空軍中佐ヴァージル・I・グリソム

アメリカ合衆国空軍中佐エドワード・H・ホワイト二世

アメリカ合衆国海軍少佐ロジャー・B・チャフィー

彼らはその生命を、人類に残された最後の辺境を開拓する国家の事業のために捧げた。彼らがなぜ命を落としたのかではなく、どのような理想のために生きたのかをここに記す。
もう一枚には、
残された者たちが宇宙に到達できるようにするための、究極の犠牲を捧げた者たちを記念して。Ad astra per aspera（ラテン語。『宇宙への険しい道』の意。）アポロ1号の搭乗員たちに神の祝福あれ。
と記されている。
2005年1月、飛行士のうちの一名の大学時代の同窓生らによって、発射台跡の南側の縁のところに三基の花崗岩製のベンチが建てられた。それぞれのベンチは各飛行士に対応していて、氏名および軍における階級が記されている。1号の飛行士の遺族は、毎年ここで行われる記念式典に招待されている。またケネディ宇宙基地の見学者センターに事前に申し込めば、特別ツアーで34番発射台跡を見学することができる。

### 星座および月と火星のクレーターへの命名
- アポロ計画の飛行士たちは、しばしば自分たちが搭乗する宇宙船を慣性航法装置のプラットフォーム上にそろえ、自らの位置を光学機器で見た地球と月の間にある星座になぞらえた。その中のジョークとして、1号の飛行士たちは自分たちの名前にアナグラムを施し、それをアポロ計画のカタログの中にある三つの星に命名し、自分たちの名前をNASAの公式文書の中にもぐり込ませていた。たとえばカシオペヤ座γ星はナヴィ（Navi）と名づけられたが、これはグリソムのミドルネーム「イワン」（Ivan）を逆さまにしたもので、「ナビゲーション」（Navigation）の略でもある。またおおぐま座ι星は、エドワード・ホワイト「二世」のSecondを逆にして、「ドノーセス」（Dnoces）と名づけられた。ほ座γ星は、チャフィーのファーストネームであるロジャー（Roger）を逆にして「レガー」（Regor）と名づけられた。これらの名前は1号の事故のあと、すみやかにアポロ計画の飛行士たちの間で定着した[44]。ただし、これらは公式には認められておらず、おおぐま座ι星には2016年にアラビア語由来の「タリタ」という名が与えられた。

- 月面にあるクレーターの一部には、飛行士たちの名前が付けられている。また探査機スピリットが発見した火星の丘は、「アポロ1ヒルズ」と命名されている。

### その他の民間表彰
- フロリダ州技術大学（Florida Institute of Technology）のグリソム・ホール
- マーシャル宇宙飛行センターと合衆国宇宙ロケットセンター（U.S. Space & Rocket Center）が所在する、アラバマ州ハンツビルにある3つの公立学校（ヴァージル・グリソム高校[45]、エド・ホワイトミドルスクール[46]、ロジャー・チャフィー小学校[47]）
- アイオワ州プリンストンにあるヴァージル・グリソム小学校[48]と、同州エルドリッジにあるエドワード・ホワイト小学校[49] 。両校はどちらも北スコット地域学区に属し、同地区にある他の3つの小学校は、みなそれぞれ宇宙飛行士ニール・アームストロング、ジョン・グレン、アラン・シェパードの名を冠している[50]。
- ホワイト飛行士の故郷であるテキサス州サン・アントニオにあるホワイト・ミドルスクール[51]
- エドワード・ホワイト二世高等学校[52]（フロリダ州ジャクソンビル）
- エドワード・H・ホワイト二世小学校[53]（テキサス州エル・ラゴ）
- エドワード・H・ホワイト二世記念青少年センター[54]（テキサス州エル・ラゴ）
- ヴァージル・グリソム小学校[55]（オクラホマ州タルサ）
- バミューダのナヴァル空港にあるロジャー・B・チャフィー小学校（閉鎖）
- ヴァージル・グリソムミドルスクール（ウォーレン総合学校の一部）
- ヴァージル・グリソムミドルスクール（インディアナ州ミシャワカ。ペン・ハリス・マディソン学校法人の一部）
- グリソムの出身地に近い、インディアナ州ミッチェルのスプリング・ミル州立公園内にあるグリソム記念碑。ミッチェル自体もグリソムを記念した町である。ミッチェル高校の講堂もグリソムを記念している。
- カリフォルニア州ロングビーチにある石油掘削のための人工島のうち三つには、それぞれグリソム、ホワイト、チャフィーの名が冠せられている。四つ目の島は、1963年に宇宙飛行士に選抜されたものの、エリントン空軍基地で訓練機T-38を操縦中に事故で死亡した飛行士にちなんで、セオドア・フリーマン（Theodore Freeman）と名づけられている[56][57]。
- チャフィーの故郷であるミシガン州グランドラピッズのジェラルド・フォード国際空港の中を通っていた道路は、同空港が市の境界線から移転された際、ロジャー・B・チャフィー記念大通り（Roger B. Chaffee Memorial Boulevard）と名づけられた。
- グランドラピッズ公立博物館内のロジャー・B・チャフィープラネタリウム [58]
- ホワイト・ホールおよびグリソム・ホール（イリノイ州ラントゥール、シャヌート空軍基地内。同基地は1993年に閉鎖）
- ニューヨーク州アムハーストにある大通りには、グリソム、ホワイト、チャフィーの名が冠せられている。これらはナイアガラの滝大通りにつながり、1940年代にX実験機シリーズを製造したベル・エアクラフト社も近くにある。またベルの航空技術への業績を記念した博物館も建てられている。ホワイト通りとチャフィー通りは現存するが、グリソム通りは地元のレストランが全沿線を買い取り、地元住民や町の評議会の反対を押し切って改名した。
- カリフォルニア州フレルトン（Fullerton）に隣接する公園は、それぞれグリソム、チャフィー、ホワイトと名づけられている。この公園は、かつてのヒュー・エアクラフト社の研究開発施設の近くにある。ヒューの子会社、ヒュー宇宙通信社は、アポロ計画で使用される機器を製造していた[59]。
- グリソムの故郷インディアナポリスの北方105kmにあるバンカー・ヒル空軍基地は、1968年5月12日にグリソム給油基地と改名された。
- グリソム給油基地にある三基の超短波全方向式無線標識（VOR）は、「ガス」（GUS、グリソムの愛称）と命名されている。
- インディアナ州ウェストラファイエットのパデュー大学のキャンパスにある二つの校舎は、グリソムとチャフィーと命名されている（両名とも同校の卒業生）。グリソム校舎には工業技術学部がある。またかつては航空学部と宇宙航空学部があったが、後に建てられたニール・アームストロング校舎に移された。チャフィー校舎は、熱力学とロケット推進を研究するモーリス・J・ズクロウ（Maurice J. Zucrow）研究室の管理棟である。
- フロリダ州タイタスビルでは、タイタス警察署の近くでグリソム公園道路とホワイト道路、チャフィー道路が交差している。
- ヴァージニア州ニュースポートのヴァージル・グリソム図書館
- 258号線がハンプトン川を横切る地点にあるヴァージル・グリソム橋。ルート258は、マーキュリー計画が行われた後にマーキュリー大通りと名づけられた。またグリソム橋は、アメリカ初の宇宙飛行士たち（マーキュリー7）がこの近くで訓練をしたことを記念して、彼らの名前をとって命名された6つの橋の中の一つである。
- エドワード・ホワイト病院（フロリダ州セント・ピータースブルグ）
- ヒューストンのジョンソン宇宙センター敷地内のサターン5ビルの近くには、アポロ1号からスペースシャトル・チャレンジャー号およびコロンビア号に至るまでの、宇宙計画で犠牲になった飛行士たちに対応して一本ずつ木が植えられている。センターを見学する人々は、この林の前で黙祷を捧げることになっている。記念樹はナサ1号通り（Nasa Road One）の近くからも見ることができる。
- グランドラピッズのロジャー・B・チャフィー奨学基金では、毎年技術または科学を専攻する学生の中から一人にロジャー・チャフィー賞を授与して表彰している。

## CM-012の残骸
アポロ1号の司令船は、一般に公開されたことは一度もない。事故の後、司令船はロケットから取り外され、事故調査委員会の分解調査に供するためにケネディ宇宙センターに運ばれた。調査終了後はヴァージニア州ハンプトンのラングレー研究所に運ばれ、倉庫の中で厳重に保管されている。
2007年2月17日、CM-012はおよそ30m離れたところにある、新たに作られた空調設備の整った倉庫に移管された。このわずか数週間前、グリソムの弟ローウェルはCM-012を34番発射台跡の下に永久に埋葬してはどうかと提案していた。
2010年9月、インディアナ州ペルーのグリソム給油基地の近くにあるグリソム航空博物館は、アポロ1号の司令船を展示する許可を願い出た。

## 大衆文化
- HBOの『フロム・ジ・アース/人類、月に立つ』というシリーズ番組では、アポロ1号の事故とその余波を取り上げている。同番組ではマーク・ロルストンがグリソムを、クリス・アイザックがホワイトを、ベン・マーレイがチャフィーを演じている。
- 映画『アポロ13』の冒頭では、1号の事故が短く取り上げられている。
- 映画『アルマゲドン』では、1号の記念碑がほんの一瞬映されている。
- 映画『フライ・ミー・トゥ・ザ・ムーン』では、登場人物のコール・デイヴィス（アポロ11号の発射責任者という設定）が、1号の記念碑前の花壇を毎日手入れしている描写、アポロ計画に懐疑的な議員との会見で1号の事故を批判的に取り上げられて激高する場面がある。
- 映画『スタートレックIII ミスター・スポックを探せ!』に登場する宇宙船の名前は、「USSグリソム」である。またテレビシリーズ『スタートレック:ディープ・スペース・ナイン』に登場する宇宙往還機の名前は「チャフィー」である。
- バイオウェアの『マス・エフェクト』というロールプレイングゲームでは「ジョン・グリソム提督」という人物を、銀河を超えて旅をする歴史上の人物として登場させている。